# Jimmy Davidson (Fußballspieler, 1925)
James Anderson „Jimmy“ Davidson (* 8. November 1925 in Douglas Water; † 24. Januar 1996) war ein schottischer Fußballspieler. Als Mittelläufer war er in den 1950er-Jahren als Spieler des schottischen Erstligisten Partick Thistle bekannt und erreichte mit dem Klub dreimal das Finale im Ligapokal. Darüber hinaus war er Teil des schottischen Kaders bei der WM-Endrunde 1954 in der Schweiz und kam dort in beiden Gruppenspielen zum Einsatz.

## Sportlicher Werdegang
Nachdem sich Davidson während des Zweiten Weltkriegs in jungen Jahren als Grubenarbeiter betätigt hatte, begann er nach dem Ende der Kampfhandlungen seine Karriere als Fußballer. Er unterzeichnete einen Profivertrag bei dem von Donald Turner trainierten Erstligaklub Partick Thistle und begründete somit seine Zugehörigkeit zu dem Glasgower Verein, die fast 30 Jahre lang anhielt. Zuvor hatte er in East Ayrshire für die unterklassigen Muirkirk Juniors gespielt. Zunächst sammelte er Erfahrung in der Reservemannschaft, kam dann erstmals im Victory Cup gegen den Clachnacuddin FC zum Einsatz und es dauerte nicht lange, bis er auch im Profiteam der „Jags“ berücksichtigt wurde. Ursprünglich war er auf der Position des Außenläufers beheimatet, aber bereits nach kurzer Zeit wurde er als Mittelläufer eingesetzt. Spätestens ab 1949 war er dann Stammspieler bei Partick Thistle und kurz darauf Kapitän des Teams, das im Verlauf des 1950er-Jahre neben ihm noch Leistungsträger wie Tom Ledgerwood, Andy Kerr, Johnny MacKenzie, Alex Wright, Tommy Ewing und Davie McParland hervorbrachte. Aufgrund seiner beständig guten Leistungen waren zahlreiche prominente Vereine an seiner Verpflichtung interessiert, aber Davidson entschloss sich stets für einen Verbleib bei Partick Thistle, auch weil der Klub in den 1950er-Jahren oft gute Platzierungen in der höchsten schottischen Spielklasse erreichte und dreimal den Glasgow Cup gewann. Gleich dreimal zog Davidson dazu mit seinen Mannen ins Finale des Ligapokals ein. Dort verloren sie jeweils aber gegen den FC East Fife (2:3, 1953/54), Celtic Glasgow (0:3 im Wiederholungsspiel, 1956/57) und Heart of Midlothian (1:5, 1958/59), wobei Davidson mit Ausnahme der 0:3-Niederlage gegen Celtic Teil der Mannschaft war.
Sportlicher Höhepunkt war die Saison 1953/54, in der Partick Thistle am Ende den dritten Platz belegte, noch vor den Glasgow Rangers. Damit geriet Davidson auch in den Fokus der schottischen Nationalmannschaft. Am 5. Mai 1954 bestritt er gegen Norwegen (1:0) sein erstes von acht A-Länderspielen für die „Bravehearts“ und war Teil des schottischen Kaders für die WM-Endrunde 1954 in der Schweiz. Dort kam er auch in beiden Gruppenspielen zum Einsatz, wobei nach der 0:1-Niederlage gegen Österreich vor allem die zweite Partie mit einem 0:7 gegen Uruguay katastrophal endete. Am 3. November 1954 erzielte er gegen Nordirland (2:2) sein einziges Länderspieltor und seine letzte Partie ging wiederum am 2. April 1955 gegen England deftig mit 2:7 verloren. Im Jahr 1960 verließ Davidson Partick Thistle nach mehr als 400 Einsätzen und ließ die aktive Karriere in der niederklassigen Highland League beim FC Caledonian ausklingen.
Nach dem Ende seiner aktiven Laufbahn kehrte Davidson zu den Jags zurück und war dort bis weit in die 1970er-Jahre hinein Platzwart des Vereins. Er verstarb kurz nach seinem 70. Geburtstag im Januar 1996.

## Titel/Auszeichnungen
- Glasgow Cup (3): 1950/51, 1952/53, 1954/55